# Георгий Ушаков
Георгий Алексеевич Ушаков е руски полярен изследовател, доктор на географските науки (1950).

## Ранни години (1901 – 1926)
Роден е на 17(30) януари 1901 г. в с. Лазарево, Руска империя, днешна Еврейска автономна област, в бедно семейство. Там преминават детските и юношеските му години.
Още съвсем млад участва в отряда на знаменития изследовател на Усурийския край Владимир Арсениев, като получава подготовка в тежки и опасни походи по дивата далекоизточна тайга и която подготовка е отлична школа за следващите му самостоятелни експедиции.
В годините на Гражданската война (1917 – 1922) се сражава в редиците на червената армия срещу белогвардейците. След войната учи в Далекоизточния университет и едновременно с това и работи.

## Експедиционна дейност (1926 – 1935)

### Изследване на остров Врангел (1926 – 1929)
На 26 март 1926 г. правителството взема решение за създаване на безлюдния арктичен остров Врангел постоянен населен пункт и изпращане на специална експедиция за неговото изследване и построяване на полярна радиостанция. За началник на експедицията е назначен младият, едва 25-годишен, Георгий Ушаков.
През тези трудни години изпълнението на тази задача е изключително трудно. Доставянето на снаряжение и продоволствие се сблъсква с трудно разрешими проблеми. През август 1926 г. корабът „Ставропол“, под командването на капитан Павел Георгиевич Миловзоров, доставя от Владивосток на остров Врангел първата партия съветски преселници (59 души) начело с Георгий Ушаков. Новосъздадената полярна станция не получава даже една преносима радиостанция и хората месеци наред живеят откъснати от света преди да построят стационарната полярна радиостанция. След построяването на полярната радиостанция Ушаков предприема през март и април 1928 г. за 40 дни първото изследване на крайбрежието на острова, а през лятото на следващата година – вътрешните му части.
Остров Врангел става за Ушаков практическа школа за организатор и изследовател. Тук той натрупва ценни наблюдения над климата на острова и ледовия режим на водите около него. Събира богат материал по етнография на ескимосите, които посещават от време на време отдалечения остров и които му помагат изключително много при снабдяването и оборудването на станцията. Събира големи колекции от образци от растения, животни и минерали. Трите години, прекарани на острова, го издигат като един от видните руски полярни пътешественици.

### Изследване на архипелага Северна Земя (1930 – 1932)
Още по време на пребиваването си на остров Врангел Ушаков разработва план за експедиция на Северна Земя. Осъществяването на този план се удава през 1930 – 1932 г., когато е назначен за началник на експедицията. За две години пребиваване на Северна Земя Ушаков, Николай Урванцев и още двама колеги изминават с кучешки впрягове над 5000 км, като на 2200 км от тях е извършена маршрутна инструментална топографска снимка, опираща се на 17 астрономически точки. Експедицията установява, че архипелага се състои от четири големи острова: Октомврийска революция (14 170 км2), Пионер (1550 км2), Комсомолец (9006 км2) и Болшевик (11 312 км2) и множество малки с обща площ 37 хил. км2 и протоците Червена армия, Шокалски (ширина 20 км) и Юнгщурм между тях.
За първи път Северна Земя е изследвана във физико-географско отношение: съставено е геоморфоложко и геоложко описание на архипелага, събран е ценен научен материал за фауната на сушата и околните води, изпълнени са множество маршрутни и стационарни метеорологически, ледово-хидрологически и геомагнитни наблюдения и са събрани ценни колекции. На базата на всичко това на 16 октомври 1632 г. е публикувана първата карта на целия архипелаг. Северна Земя престава да бъде тайнствена суша и придобива реални форми.
Когато през 1950 г. възниква въпросът за присъждането на Ушаков степен доктор на географските науки, някой запитва „А къде Ви е дисертацията?“, председателят на комисията Владимир Обручев отговаря „Неговата дисертация можете да видите на всички карти на света“. На следващата година излиза книгата му „По нехоженой земле“ (1951, 3 изд. 1959) – основен документ на експедицията.

### „Челюскин“ (1934)
На 13 февруари 1934 г. корабът „Челюскин“, с който се извършва експедиция с ръководител Ото Шмид, заклещен от ледовете по време на плаването му по Северния морски път от Мурманск до Владивосток, започва да потъва. Хората остават на леда, като пренасят материали, от които си построяват бараки. Така живеят в продължение на 3 месеца върху леда. Ушаков участва в спасяването на „челюскинците“ и ръководи евакуацията на лагера, която се осъществява с помощта на авиацията.

### Експедиция на „Садко“ (1935)
През 1935 г. Ушаков ръководи първата съветска морска полярна експедиция на ледоразбивача „Садко“. Експедицията изследва източната част на Гренландско море (около 60 хил. км2), подводния праг Нансен (между Шпицберген и Гренландия) и североизточното крайбрежие на Шпицберген от Седемте острова до нос Ли Смит. На 1 септември 1935 г. открива остров Ушаков (80°48′ с. ш. 79°29′ и. д. / 80.8° с. ш. 79.483333° и. д.). Изследва западния и северен бряг на остров Шмид (81°10′ с. ш. 91°00′ и. д. / 81.166667° с. ш. 91° и. д.) от архипелага Северна Земя и в средата на септември достига до 82º 42` с.ш.

## Последни години (1936 – 1963)
От 1936 до 1940 г. е началник на Главното управление на Хидрометеорологичната служба на СССР, а от 1940 до 1958 – председател на Академията на науките на СССР. Рязкото влошаване на здравословното му състояние го лишава от възможността да продължи експедиционната си дейност в Арктика.
През нощта на 2 срещу 3 декември 1963 г. умира в Москва на 62-годишна възраст. Тленните му останки са погребани на остров Домашни в архипелага Северна Земя, там където в продължение на две години е домът, в който живеят четиримата изследователи на архипелага.

## Памет
Неговото име носят:
- коса Георгий Ушаков (70°58′ с. ш. 178°27′ з. д. / 70.966667° с. ш. 178.45° з. д.), на южния бряг на остров Врангел в Чукотско море.
- нос Ушаков (71°32′ с. ш. 179°58′ з. д. / 71.533333° с. ш. 179.966667° з. д.), на северозападния бряг на остров Врангел в Чукотско море;
- нос Ушаков (80°27′ с. ш. 53°43′ и. д. / 80.45° с. ш. 53.716667° и. д.), на северозападния бряг на остров Нансен в архипелага Земя на Франц Йосиф;
- остров Ушаков (80°48′ с. ш. 79°29′ и. д. / 80.8° с. ш. 79.483333° и. д.), в северната част на Карско море;
- планина Ушаков, в Антарктида, Земя Ендърби;
- река Ушаков (устие, 79°45′ с. ш. 96°48′ и. д. / 79.75° с. ш. 96.8° и. д.), на остров Октомврийска революция в архипелаг Северна Земя;
- селище Ушаковское (70°59′ с. ш. 178°29′ з. д. / 70.983333° с. ш. 178.483333° з. д.), на южния бряг на остров Врангел в Чукотско море.